# Chaetodontoplus septentrionalis
Chaetodontoplus septentrionalis — род лучепёрых рыб из семейства Pomacanthidae.

## Описание
Длина тела  до 21 см. Тело несколько продолговатое, высокое, несколько сжатое с боков, крепкое и плотное. Тело покрыто очень мелкой ктеноидной чешуей, располагающейся на туловище неправильными рядами. На голове чешуя очень мелкая, имеющая сходство с бархатом. Боковая линия имеет форму дуги, заканчивается у конца основания спинного плавника. Зубы многочисленные, тонкие, щетинообразные. Иногда зубы более длинные на нижней челюсти. Задние носовые отверстия овальной формы. Предглазничная кость лишена шипов. Предкрышечная кость с зазубренным задним краем. Межкрыгаечная кость крупного размера, лишена шипов. Жаберные отверстия широкие. Колючая часть спинного плавника длиннее мягкой части. Мягкие части спинного и анального плавников тупо закруглены. Хвостовой плавник закруглен. Основной фон тела коричневый или желтоватый. На теле расположено около 10 продольных узких голубых полос, особенно на голове и передней части туловища, на спинном и анальном плавниках. Иногда количество полосок бывает меньше.

## Ареал
Встречается в прибрежных водах Китая, юга Японии и южной Кореи, остров Ява, Тайвань. Не встречается в тропической зоне Тихого океана.

## Биология
Вид обитает на коралловых или скалистых рифах в прибрежных водах на глубинах от 5 до 60 метров. 